# 마이크로네이션의 문장 목록
다음은 마이크로네이션의 문장 목록이다.

## ㄱ

구호기사단

## ㄴ

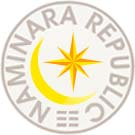
나미나라 공화국

## ㄹ

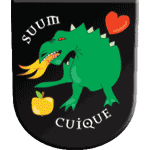
라도니아
러블리 왕국
러시아 제국
런디 왕국
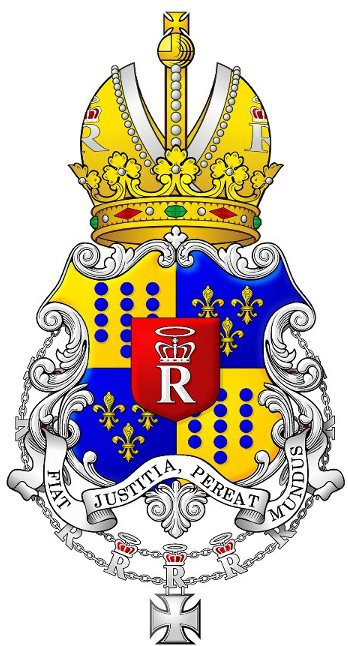
레위니옹 제국
로즈섬 공화국
리버랜드 자유 공화국

## ㅁ

몰로시아 공화국

## ㅂ

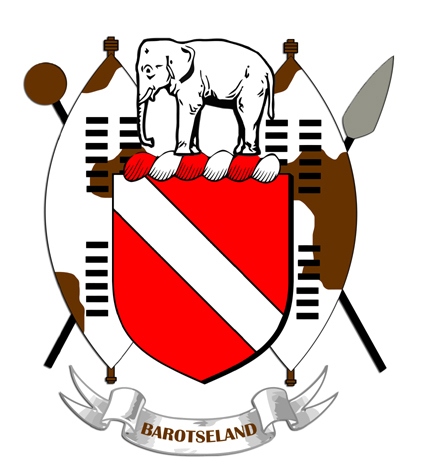
바로첼란드
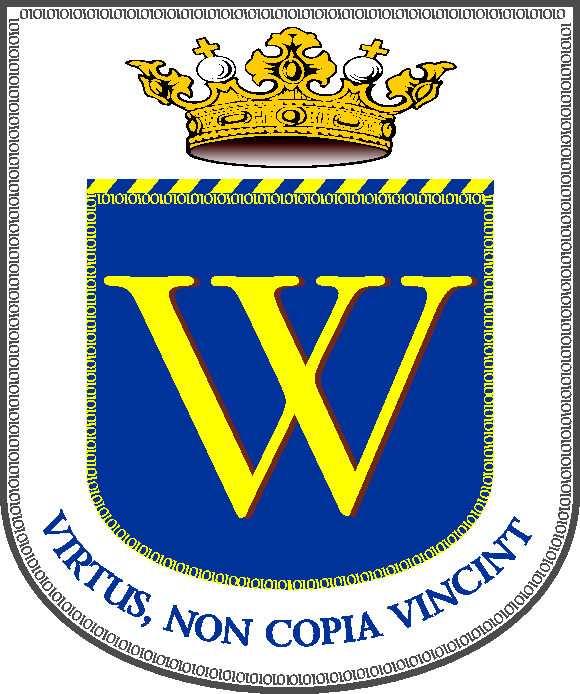
버트랜드
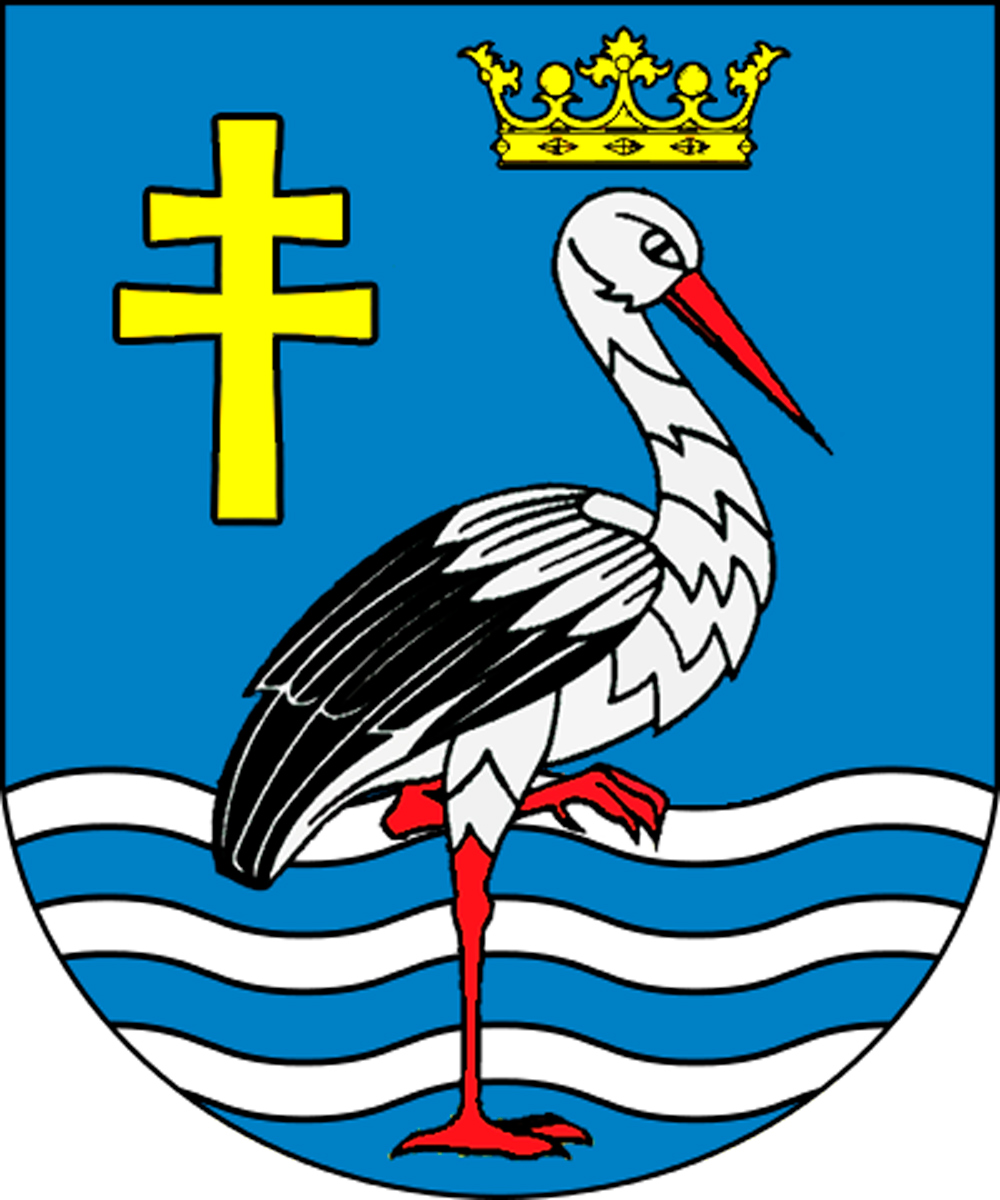
베이스노리아
북수단 왕국
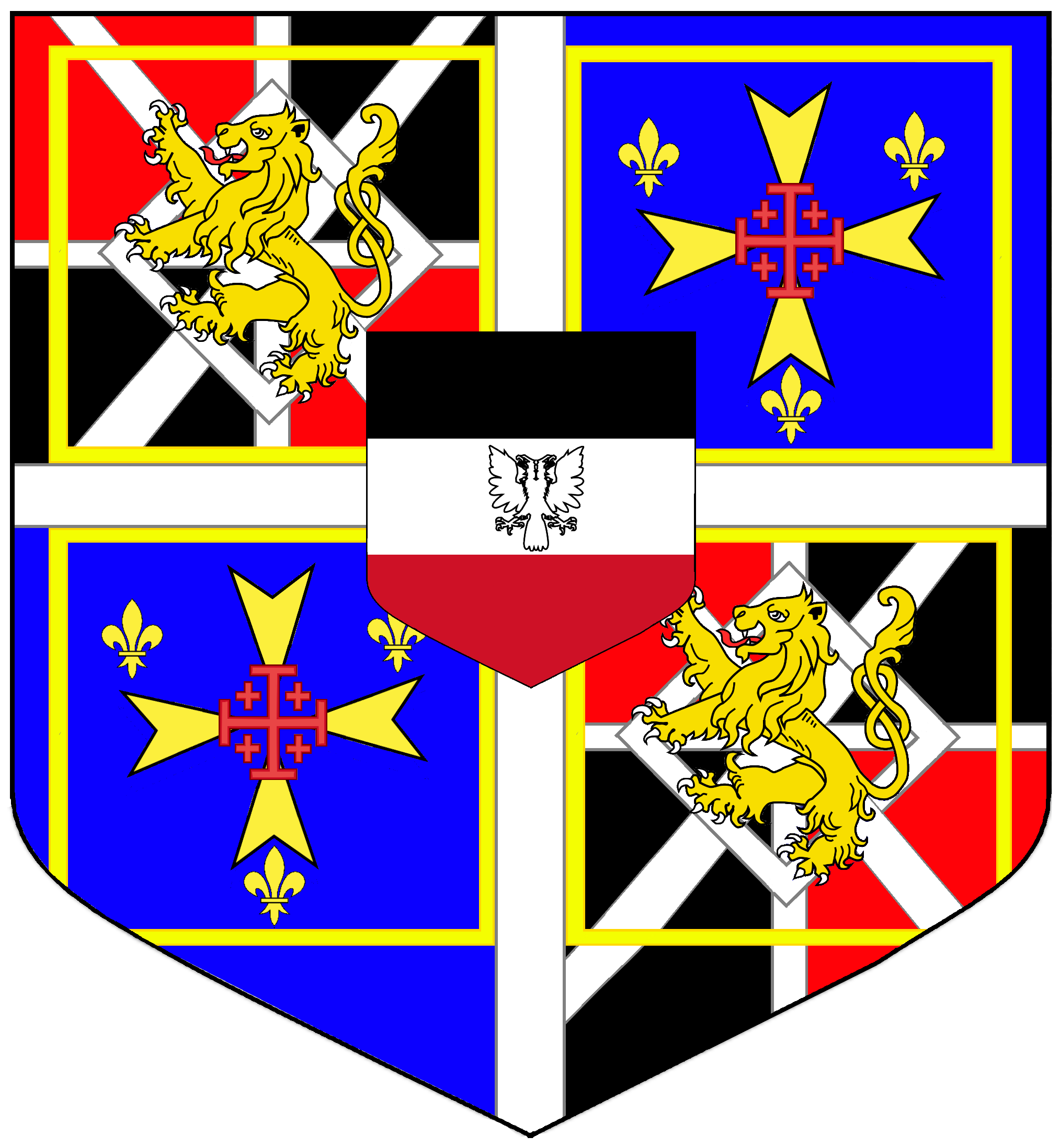
빅스랜드 공국

## ㅅ

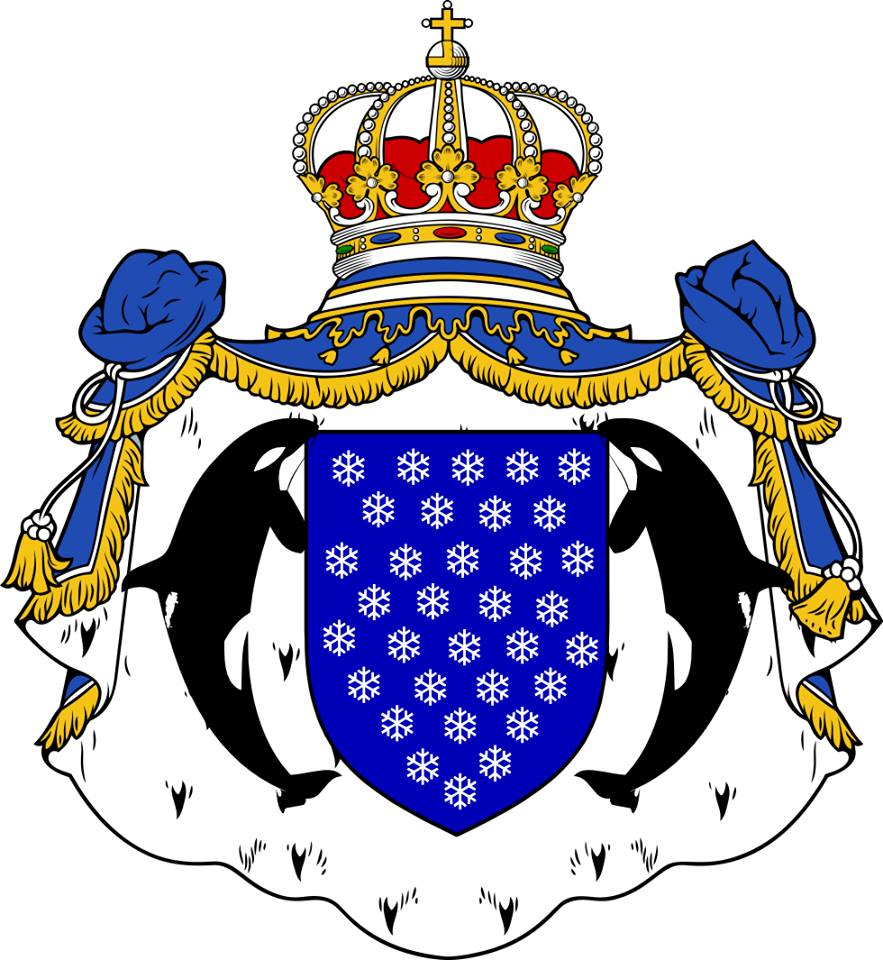
서웨스타티카 대공국
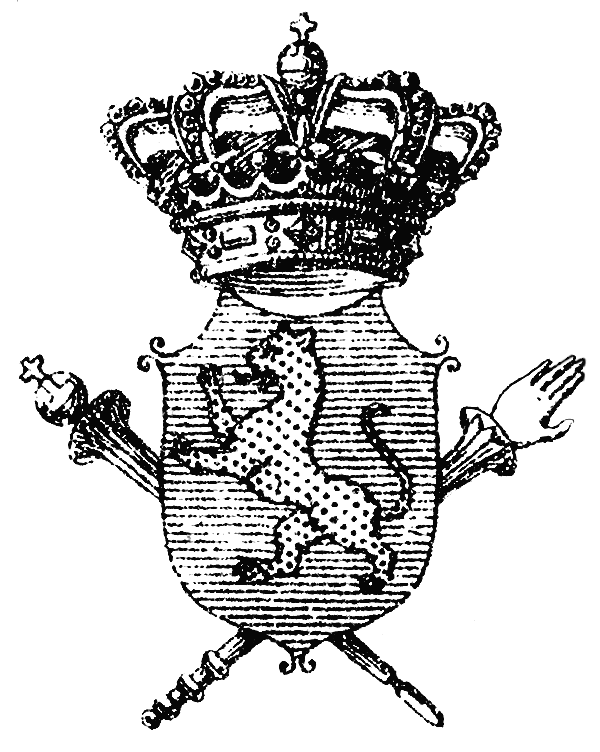
세당 왕국
세보르가 공국
소제 공화국
시랜드 공국

## ㅇ

아라우카니아 파타고니아 왕국
애틀랜티움 제국
영국령 서플로리다
엘레오레 왕국
옘틀란드 공화국
오스티네시아 제국
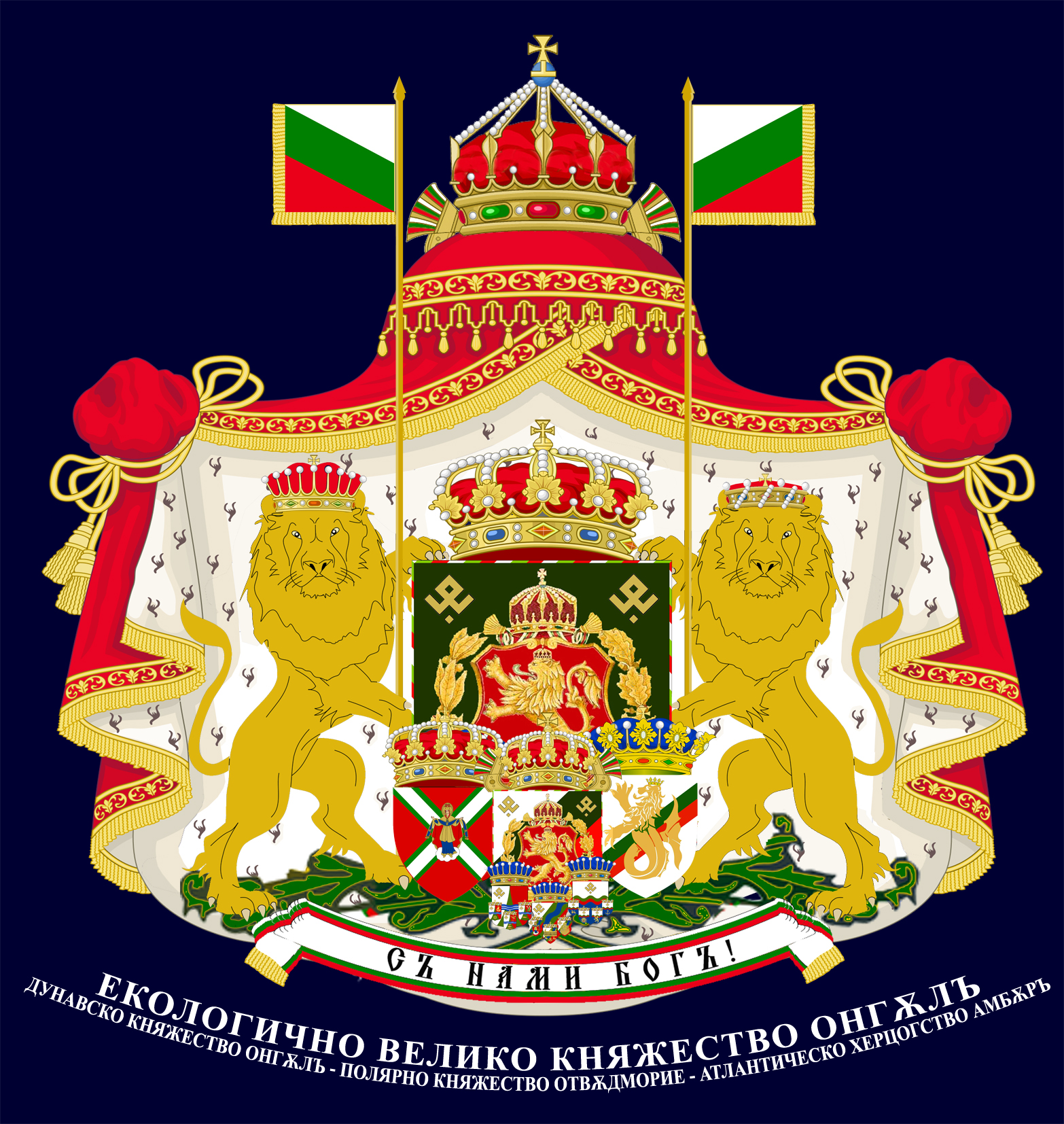
온갈 공국
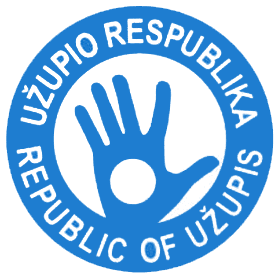
우주피스 공화국
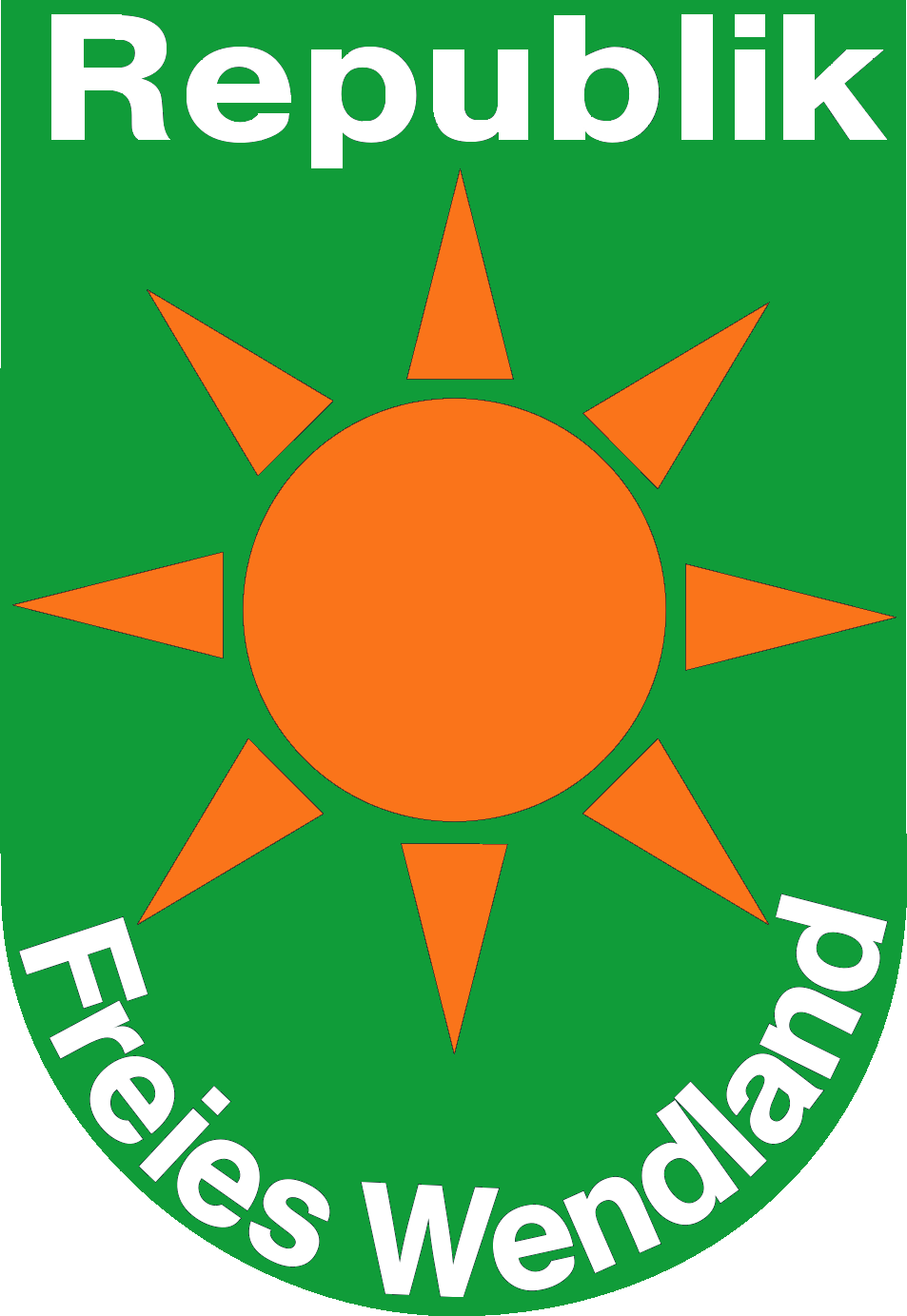
웬드랜드 자유 공화국

## ㅈ

중립 모레스네
쥬신 공화국

## ㅋ

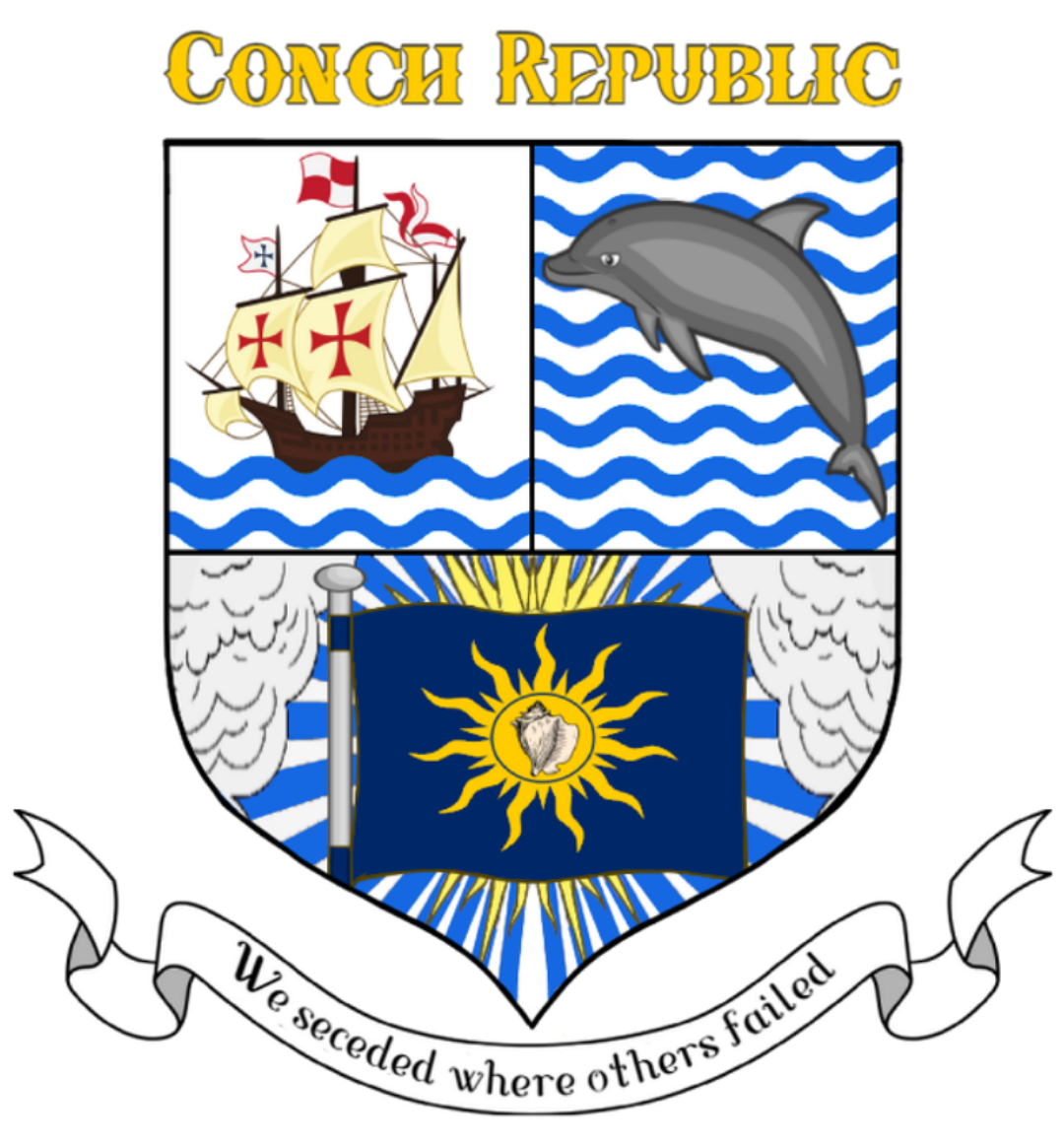
콘치 공화국

## ㅌ

타볼라라 왕국
트리니다드 공국

## ㅍ

파다니아
팔바도무스 공화국
페리로쟈 공화국
포메라니아 리보니아 대공국
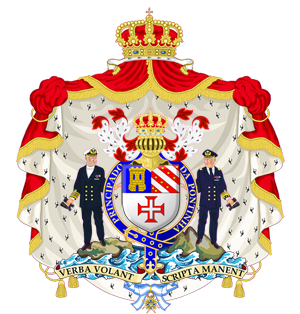
폰티냐
프리도니아 공국
프리타운 크리스티아니아
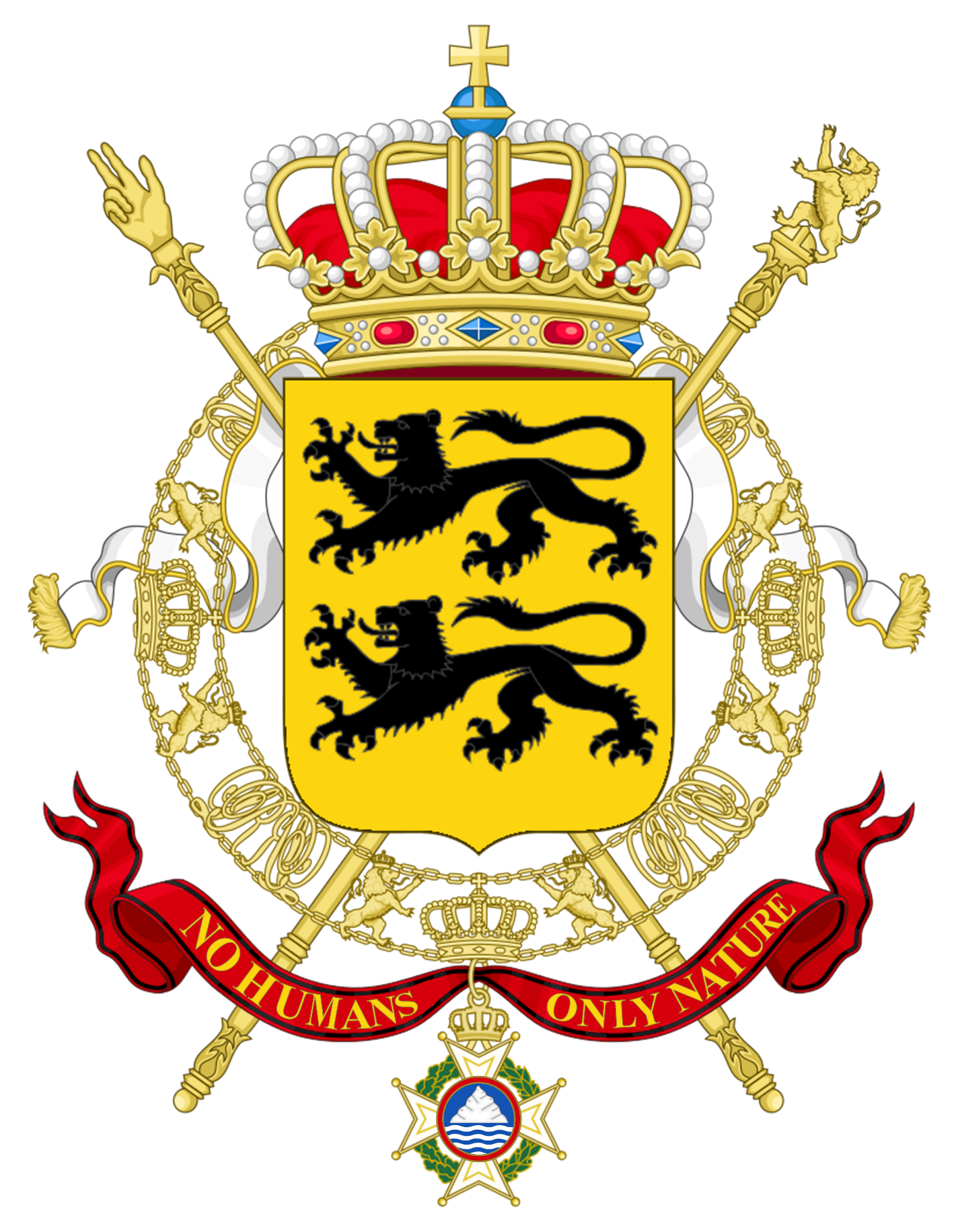
플란드렌시스 대공국
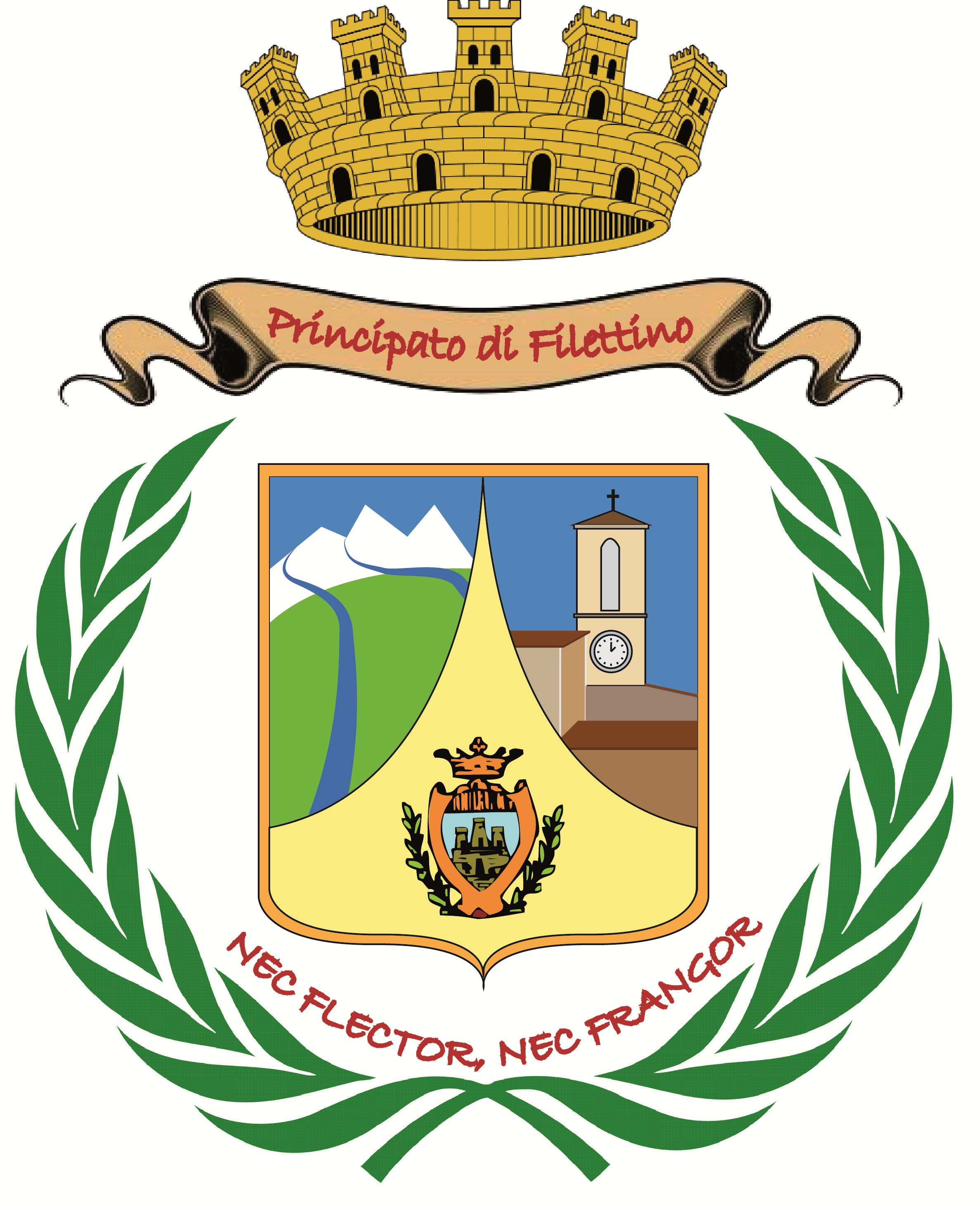
필레티노 공국

## ㅎ

헛리버 공국

## 같이 보기
- 마이크로네이션
- 마이크로네이션 목록
- 마이크로네이션의 국기 목록